# 小林光一
小林 光一（こばやし こういち、1952年9月10日 - ）は、囲碁のプロ棋士。名誉棋聖、名誉名人、名誉碁聖。北海道旭川市出身。東京都小金井市在住。木谷實九段門下。日本棋院東京本院所属。前妻の小林禮子（1996年逝去）との間に一男一女、後妻との間にも子どもがいる。長女小林泉美、娘婿の張栩、孫の張心澄、張心治もプロの囲碁棋士。門下に河野臨、大矢浩一、酒井真樹、大木啓司、金澤秀男、桑原陽子、穂坂繭がいる。
タイトル獲得数歴代4位。棋聖8連覇、名人7連覇、碁聖6連覇など、数々のタイトル連覇記録を樹立し、歴代2位の3つの名誉称号を持つ。棋道賞「最優秀棋士賞」7回(歴代3位タイ記録）、秀哉賞7回。6年連続賞金ランキング1位（1988-1993）。史上3人目の通算1400勝達成。
2006年から2007年5月まで、日本棋院副理事長を務めた。

## 来歴
1963年、木谷實が弟子の加藤正夫（現名誉王座、この時は初段）・佐藤昌晴・宮沢吾朗（共に現九段）・伊藤明雄を連れて旭川へ指導巡業に来た際、旭川囲碁会館を経営していた地方棋士の早勢勝美に紹介され木谷と会う。この頃小林は道内の大会で優勝し、天才少年と新聞などにとりあげられていた。宮沢に4子、伊藤に2子で打ってもらい木谷道場への入門が許された。しかしこの数ヶ月後、木谷は二度目の脳溢血で倒れた。脳溢血は2回目は回復しない場合が多く危険な状態だった。こんな中でなぜ弟子にしてくれたのか木谷の4女に後年聞くと、自分の具合が悪く現役の棋士としてはもう無理なので最後のひと頑張りで弟子を育てようとしたという。
1965年 四谷木谷道場に入門。内弟子になった最初の日に、腰におもちゃのピストルをぶら下げた子供が部屋や廊下あたりを走り回っていた。小林は近所の子が紛れ込んだと思っていたが、これが当時8歳でのちにタイトル戦でライバルとなる趙治勲（後の二十五世本因坊治勲）だった。既に旭川代表になるまでの実力だった小林だが、入門してすぐ佐藤昌晴に3子で負かされ、天狗の鼻を折られた。さらに定先くらいの手合で1、2歳年上の小林より8歳の趙治勲のほうが強いことに小林はショックをうけた。道場では趙治勲と同じ部屋に住んだ。内弟子時代には加藤正夫（現名誉王座）によく打ってもらった。
1967年 プロ試験合格。入段。同年、二段に昇段。1968年 三段に昇段。1969年 四段に昇段。1970年 五段に昇段。1971年 六段に昇段。1973年 七段に昇段。
1974年 13歳年上の女流棋士 木谷禮子（師匠木谷の三女）と結婚。
1976年 八段に昇段。
1977年 第2期天元戦で杉内雅男九段を3-1で下し初のビッグタイトル天元戦優勝。長女泉美誕生。この頃弟子を受け入れ始める。木谷師匠の婿であるため木谷道場に入門を希望していた子どもたちを任される流れになった。1978年 (26歳) 九段に昇段。
1982年 本因坊戦挑戦。
1984年 第22期十段戦で兄弟子の加藤正夫十段を3-2で破り初の十段位、二度目の公式タイトルに就く（以降、三連覇）。
1985年 第10期名人戦でライバル趙治勲名人に挑戦し4―3で破り初の名人位に就く。同年、第11期天元戦で兄弟子の石田芳夫天元を3-0で破りタイトル奪取。第23期十段戦で兄弟子の大竹英雄九段を3-0で破り防衛。賞金ランキング1位。
1986年 第10期棋聖戦で趙治勲棋聖を4-2で破り棋聖奪取。趙治勲棋聖の四連覇を阻止。一気に四冠王となる。第24期十段戦で武宮正樹九段を3-0で破り防衛。第33期NHK杯優勝。賞金ランキング1位。
1987年 第11期棋聖戦で武宮正樹本因坊を4-1で破り防衛。
1988年 第12期棋聖戦で加藤正夫名人を4-1で破り防衛。第13期碁聖戦で加藤正夫九段を3-0で破りタイトル奪取。第13期名人戦で加藤正夫名人を4-1で破りタイトル奪取。この時期、日中名人戦などで対戦した中国棋士をことごとく降し、中国では「鬼小林」と呼ばれ恐れられた。賞金ランキング1位。
1989年 第13期棋聖戦で武宮正樹本因坊を4-1で破り防衛。第14期碁聖戦で今村俊也八段を3-1で破りタイトル防衛。第14期名人戦で淡路修三九段を4-1で破りタイトル防衛。
1990年 第14期棋聖戦で大竹英雄IBM杯を4-1で破り防衛。5連覇で名誉棋聖の資格を得る第15期碁聖戦で小林覚九段を3-0で破りタイトル防衛。第15期名人戦で大竹英雄九段を4-2で破りタイトル防衛。賞金ランキング1位。
1991年 第15期棋聖戦で加藤正夫王座を4-3で破り防衛。第16期碁聖戦で小林覚九段を3-2で破りタイトル防衛。第16期名人戦で林海峯天元を4-1で破りタイトル防衛。賞金ランキング1位。
1992年 第16期棋聖戦で山城宏九段を4-3で破り防衛。第17期碁聖戦で小林覚九段を3-1で破りタイトル防衛。第17期名人戦で大竹英雄九段を4-3で破りタイトル防衛。各五連覇により名誉名人・名誉碁聖の資格を得る。本因坊戦、王座戦挑戦。賞金ランキング1位。
1993年 第17期棋聖戦で加藤正夫九段を4-3で破り防衛。8連覇達成。第18期名人戦で大竹英雄九段を4-1で破り防衛。6連覇達成。第18期碁聖戦で林海峯九段を3-0で破り防衛。6連覇達成。賞金ランキング6年連続1位。
1994年 第19期名人戦で林海峯天元を4-0で破り防衛名人七連覇。1995年 NEC杯優勝。
1996年 4月16日、妻禮子と死別。
1997年 世界囲碁選手権富士通杯優勝。同年竜星戦優勝。名人戦挑戦。1998年 15歳年下の女性と再婚。天元位奪取
1999年 第37期十段戦で彦坂直人十段を3-0で破り十段位奪取、さらに第24期碁聖戦で依田紀基碁聖3-2で破り碁聖奪取。第25期天元戦で工藤紀夫九段を3-0で破り天元防衛同年、阿含・桐山杯優勝。棋聖戦挑戦。
2000年 第38期十段戦で中野寛也九段を3-0で破り十段位防衛。
2001年第26期碁聖戦で山下敬吾碁聖を3-2で破り碁聖奪取。2002年 (50歳) 碁聖防衛。第11期竜星戦優勝。本因坊リーグ入り。
2003年 第12期竜星戦優勝。長女泉美、張栩と結婚。2004年 第51期NHK杯優勝。NEC杯優勝。史上初の父娘対決（後掲）2006年 日本棋院副理事長（-2007年）
2011年 第36期棋聖戦リーグ入り。第1回囲碁マスターズカップ準優勝。
2012年 9月10日に満60歳の誕生日を迎え、名誉棋聖・名誉名人・名誉碁聖を名乗る（普段は序列が上の名誉棋聖で記載される。メディアなどでは名誉三冠とも記載されている）。名誉名人を名乗るのは、囲碁界初であった。
2016年 第6回囲碁マスターズカップ優勝。
2018年春の褒章で紫綬褒章を受章。2023年、第52回大倉喜七郎賞を受賞。

## 略歴
- 1965年　旭川市立正和小学校卒業。
- 1965年（13歳）四谷木谷道場に入門。
- 1967年（14歳）プロ試験合格。入段。同年、二段に昇段。
- 1968年　東京都立赤城台高等学校中退。
- 1968年（16歳）三段に昇段。
- 1969年（17歳）四段に昇段。
- 1970年（18歳）五段に昇段。
- 1971年（19歳）六段に昇段。
- 1973年（21歳）七段に昇段。
- 1974年（22歳）木谷禮子と結婚。
- 1976年（24歳）八段に昇段。
- 1977年（25歳）第2期天元戦優勝。長女泉美誕生。
- 1978年（26歳）九段に昇段。
- 1982年（30歳）本因坊戦挑戦。
- 1984年（32歳）十段。
- 1985年（33歳）名人。天元。十段防衛。賞金ランキング1位。
- 1986年（34歳）棋聖奪取。四冠王。NHK杯優勝。賞金ランキング1位。
- 1987年（35歳）棋聖防衛。
- 1988年（36歳）棋聖防衛。碁聖奪取。名人奪取。賞金ランキング1位。
- 1989年（37歳）棋聖防衛。碁聖防衛。名人防衛。
- 1990年（38歳）棋聖防衛、5連覇で名誉棋聖の資格を得る。碁聖防衛。名人防衛。賞金ランキング1位。
- 1991年（39歳）棋聖防衛。碁聖防衛。名人防衛。賞金ランキング1位。
- 1992年（40歳）棋聖防衛。碁聖防衛。名人防衛。各5連覇により名誉名人・名誉碁聖の資格を得る。本因坊戦、王座戦挑戦。賞金ランキング1位。
- 1993年（41歳）棋聖位8連覇。名人防衛。碁聖位6連覇。賞金ランキング6年連続1位。
- 1994年（42歳）名人位7連覇。
- 1995年（43歳）NEC杯優勝。
- 1997年（45歳）世界囲碁選手権富士通杯優勝。同年竜星戦優勝。名人戦挑戦。
- 1998年（46歳）天元位奪取
- 1999年（47歳）十段位奪取、碁聖奪取。天元防衛。阿含・桐山杯優勝。棋聖戦挑戦。
- 2000年（48歳）十段位防衛。
- 2001年（49歳）碁聖奪取。
- 2002年（50歳）碁聖防衛。竜星戦優勝。本因坊リーグ入り。
- 2003年（51歳）竜星戦優勝。長女泉美、張栩と結婚。
- 2004年（52歳）NHK杯優勝。NEC杯優勝。史上初の父娘対決
- 2006年（54歳）日本棋院副理事長（-2007年）
- 2011年（59歳）棋聖戦リーグ入り。囲碁マスターズカップ準優勝。
- 2012年（60歳）9月10日に満60歳の誕生日を迎え、名誉棋聖・名誉名人・名誉碁聖を名乗る。
- 2016年（64歳）第6回囲碁マスターズカップ優勝。
- 2018年（66歳）春の褒章で紫綬褒章を受章。公式戦通算1400勝を達成。

## 記録
- 棋聖位8連覇（歴代2位）
- 碁聖位9期獲得（歴代1位）
- 名人位7連覇（歴代2位）
- 棋聖位8連覇（歴代2位）
- タイトル獲得数  60(歴代3位) 2016年現在
- 通算700勝達成 史上5人目 達成時勝率第1位.708 1989年3月23日達成
- 通算1000勝達成 史上4人目 達成時勝率第1位.680 1998年11月28日達成
- 通算1200勝達成 史上4人目 2005年9月1日達成
- 通算1400勝達成 史上3人目 2018年12月6日達成
- 1990年 囲碁界史上初の年間獲得賞金1億円突破

## 獲得タイトル

### タイトル数60（歴代3位）
| 棋戦           |
| 三大タイトル   |
| 他七大タイトル |
| 国際タイトル   |
| 他大会         |

|      |    | タイトル           | 年   |
| ---- | -- | ------------------ | ---- |
| 優勝 | 1  | 新鋭トーナメント戦 | 1972 |
| 優勝 | 2  | 首相杯争奪戦       | 1972 |
| 優勝 | 3  | 早碁選手権戦       | 1973 |
| 優勝 | 4  | 首相争奪杯         | 1974 |
| 優勝 | 5  | 新鋭トーナメント戦 | 1975 |
| 優勝 | 6  | 首相争奪杯         | 1976 |
| 優勝 | 7  | 新人王戦           | 1976 |
| 優勝 | 8  | 新人王戦           | 1977 |
| 奪取 | 9  | 天元               | 1977 |
| 優勝 | 10 | 早碁選手権戦       | 1982 |
| 奪取 | 11 | 十段               | 1984 |
| 防衛 | 12 | 十段               | 1985 |
| 奪取 | 13 | 名人               | 1985 |
| 奪取 | 14 | 天元               | 1985 |
| 奪取 | 15 | 棋聖               | 1986 |
| 優勝 | 16 | NHK杯              | 1986 |
| 防衛 | 17 | 十段               | 1986 |
| 防衛 | 18 | 天元               | 1986 |
| 防衛 | 19 | 棋聖               | 1987 |
| 優勝 | 20 | 早碁選手権戦       | 1987 |
| 防衛 | 21 | 棋聖               | 1988 |
| 奪取 | 22 | 碁聖               | 1988 |
| 奪取 | 23 | 名人               | 1988 |
| 防衛 | 24 | 棋聖               | 1989 |
| 防衛 | 25 | 碁聖               | 1989 |
| 防衛 | 26 | 名人               | 1989 |
| 防衛 | 27 | 棋聖               | 1990 |
| 防衛 | 28 | 碁聖               | 1990 |
| 防衛 | 29 | 名人               | 1990 |
| 防衛 | 30 | 棋聖               | 1991 |
| 防衛 | 31 | 碁聖               | 1991 |
| 防衛 | 32 | 名人               | 1991 |
| 防衛 | 33 | 棋聖               | 1992 |
| 防衛 | 34 | 碁聖               | 1992 |
| 防衛 | 35 | 名人               | 1992 |
| 防衛 | 36 | 棋聖               | 1993 |
| 防衛 | 37 | 碁聖               | 1993 |
| 防衛 | 38 | 名人               | 1993 |
| 優勝 | 39 | 鶴聖戦             | 1994 |
| 防衛 | 40 | 名人               | 1994 |
| 優勝 | 41 | NECカップ          | 1995 |
| 優勝 | 42 | 富士通杯           | 1997 |
| 優勝 | 43 | 鶴聖戦             | 1997 |
| 優勝 | 44 | 竜星杯             | 1997 |
| 優勝 | 45 | 早碁選手権戦       | 1997 |
| 奪取 | 46 | 天元               | 1998 |
| 優勝 | 47 | NEC杯              | 1999 |
| 奪取 | 48 | 十段               | 1999 |
| 奪取 | 49 | 碁聖               | 1999 |
| 優勝 | 50 | 阿含桐山杯         | 1999 |
| 防衛 | 51 | 天元               | 1999 |
| 防衛 | 52 | 十段               | 2000 |
| 優勝 | 53 | 鶴聖戦             | 2001 |
| 奪取 | 54 | 碁聖               | 2001 |
| 防衛 | 55 | 碁聖               | 2002 |
| 優勝 | 56 | 竜星杯             | 2002 |
| 優勝 | 57 | 竜星杯             | 2003 |
| 優勝 | 58 | NEC杯              | 2004 |
| 優勝 | 59 | NHK杯              | 2004 |
| 優勝 | 60 | マスターズ戦       | 2016 |

| 囲碁七大タイトル獲得記録 | 囲碁七大タイトル獲得記録 | 囲碁七大タイトル獲得記録      |
| 順位                     | 獲得回数                 | 棋士名                        |
| ------------------------ | ------------------------ | ----------------------------- |
| 1位                      | 62期                     | 二十六世本因坊文裕*           |
| 2位                      | 42期                     | 趙治勲名誉二冠*               |
| 3位                      | 35期                     | 小林光一名誉三冠*             |
| 4位                      | 31期                     | 加藤正夫名誉王座              |
| 5位                      | 24期                     | 張栩九段*                     |
| 6位                      | 21期                     | 二十三世本因坊栄寿            |
| 6位タイ                  | 21期                     | 林海峰名誉天元*               |
| 8位                      | 17期                     | 大竹英雄名誉碁聖              |
| 9位                      | 14期                     | 藤沢秀行名誉棋聖              |
| 9位タイ                  | 14期                     | 山下敬吾九段*                 |
| 表示                     |                          | *は現役棋士 2024年12月6日時点 |

| タイトル獲得数ランキング | タイトル獲得数ランキング | タイトル獲得数ランキング      |
| 順位                     | 獲得回数                 | 棋士名                        |
| ------------------------ | ------------------------ | ----------------------------- |
| 1位                      | 77期                     | 二十六世本因坊文裕*           |
| 2位                      | 76期                     | 趙治勲名誉二冠*               |
| 3位                      | 64期                     | 二十三世本因坊栄寿            |
| 4位                      | 60期                     | 小林光一名誉三冠*             |
| 5位                      | 48期                     | 大竹英雄名誉碁聖              |
| 6位                      | 47期                     | 加藤正夫名誉王座              |
| 7位                      | 41期                     | 張栩九段*                     |
| 8位                      | 36期                     | 依田紀基九段*                 |
| 9位                      | 35期                     | 林海峰名誉天元*               |
| 10位                     | 29期                     | 一力遼九段*                   |
| 表示                     |                          | *は現役棋士 2025年3月12日時点 |

## 顕彰
- 1985年12月29日 旭川市民栄誉賞
- 1986年1月27日 北海道栄誉賞
- 1993年1月28日 都民文化栄誉章

## 棋風
足早に地を稼ぎ、ヨセ勝負に持ち込む実利派。
全盛時代に多用した小林流布石は好成績を挙げ、世界で流行布石となった。味や含みを残さず、早々と部分部分の形を決めて打つ「決め打ち」は有名。

## 家系
| 木谷實九段      |                 |                 |                 |                     |                     |                     |                     |                     |                     |                   |                   |                   |                   |             |             |             |             |  |  |  |  |  |  |
|                 |                 |                 |                 |                     |                     |                     |                     |                     |                     |                   |                   |                   |                   |             |             |             |             |  |  |  |  |  |  |
| 禮子 元女流名人 | 禮子 元女流名人 | 禮子 元女流名人 | 禮子 元女流名人 | 禮子 元女流名人     | 禮子 元女流名人     |                     |                     | 小林光一 名誉三冠   | 小林光一 名誉三冠   | 小林光一 名誉三冠 | 小林光一 名誉三冠 | 小林光一 名誉三冠 | 小林光一 名誉三冠 |             |             |             |             |  |  |  |  |  |  |
| 禮子 元女流名人 | 禮子 元女流名人 | 禮子 元女流名人 | 禮子 元女流名人 | 禮子 元女流名人     | 禮子 元女流名人     |                     |                     | 小林光一 名誉三冠   | 小林光一 名誉三冠   | 小林光一 名誉三冠 | 小林光一 名誉三冠 | 小林光一 名誉三冠 | 小林光一 名誉三冠 |             |             |             |             |  |  |  |  |  |  |
|                 |                 |                 |                 |                     |                     |                     |                     |                     |                     |                   |                   |                   |                   |             |             |             |             |  |  |  |  |  |  |
|                 |                 |                 |                 | 小林泉美 元女流二冠 | 小林泉美 元女流二冠 | 小林泉美 元女流二冠 | 小林泉美 元女流二冠 | 小林泉美 元女流二冠 | 小林泉美 元女流二冠 |                   |                   | 張栩 元五冠       | 張栩 元五冠       | 張栩 元五冠 | 張栩 元五冠 | 張栩 元五冠 | 張栩 元五冠 |  |  |  |  |  |  |
|                 |                 |                 |                 | 小林泉美 元女流二冠 | 小林泉美 元女流二冠 | 小林泉美 元女流二冠 | 小林泉美 元女流二冠 | 小林泉美 元女流二冠 | 小林泉美 元女流二冠 |                   |                   | 張栩 元五冠       | 張栩 元五冠       | 張栩 元五冠 | 張栩 元五冠 | 張栩 元五冠 | 張栩 元五冠 |  |  |  |  |  |  |
|                 |                 |                 |                 |                     |                     |                     |                     |                     |                     |                   |                   |                   |                   |             |             |             |             |  |  |  |  |  |  |
|                 |                 |                 |                 |                     |                     |                     |                     |                     |                     |                   |                   |                   |                   |             |             |             |             |  |  |  |  |  |  |
|                 |                 |                 |                 | 張心澄              | 張心澄              | 張心澄              | 張心澄              | 張心澄              | 張心澄              |                   |                   | 張心治            | 張心治            | 張心治      | 張心治      | 張心治      | 張心治      |  |  |  |  |  |  |

- 義父：木谷實九段 木谷道場主宰
- 妻：小林禮子元女流名人
- 娘：小林泉美元女流二冠
- 婿：張栩元五冠
- 孫：張心澄初段、張心治初段

## 趙治勲との角逐
趙治勲とは1980年代から90年代にかけて幾度となくタイトル戦で激突し、囲碁界において「小林・趙時代」を作った。対局は129局（2011年現在）に及び、同一カードとしては史上最多。対戦成績はほぼ五分（2011年現在で小林の63勝66敗）で、現代碁界きってのライバル関係にある。なお、若手時代は石田・加藤・武宮の「黄金トリオ」に対して、趙・小林は「シルバーコンビ」と呼ばれた。
本因坊戦には過去4回登場しているが、すべて趙に敗れ、いまだ獲得に至っていない。特に1990年から三年連続の挑戦は、ことごとく趙の大逆転勝利に終わり、大三冠達成を阻まれた（それぞれ2-0、3-1、3-0からの逆転負け）。「大一番に好局なし」という言葉を覆したこのドラマチックな七番勝負は、現代日本囲碁界のハイライトともいわれている。

## エピソード
- 地に辛く、含みを残さずに決め打ちするスタイルのため、同門の武宮正樹に「地下鉄みたいな碁」と揶揄されたことがあった。が、小林は「地下鉄とはうまいことをいう。碁に勝つためには真理だけを見ればよく、他は目に入れる必要がない」と受け流し、直後のタイトル戦で武宮にみごと完勝した。いっぽう武宮は1995年の名人戦登場にあたり、小林を揶揄したことを詫びた上で対戦し、小林から名人位を奪取した。
- 感想戦では思ったことを率直に口にするところがあり、かつては武宮正樹や趙治勲ともめたこともある。囲碁ライター・小堀啓爾は、「純粋で正直な人なのだけど、その純粋さがときに人を傷つける」と、小林の性格を描写している[9]。
- 前妻禮子は小林より13歳年上だった上、師匠木谷実の令嬢にして、早くから女流の実力者であった。部屋住みの若手棋士との結婚はつり合いがとれないという周囲の反発を乗り越え、二人は三年越しで結婚にこぎつけた[10]。同門の趙治勲は、「マドンナだった禮子さんと駆け落ちした光一さんに復讐しようと、門下生でたくらんでいた」と冗談をこめて語っている[11]。
- 1996年、禮子が乳がんにより他界するまで、小林は妻の病気のことを周囲に一切もらさなかった[12]。その間に棋聖・名人など長期連覇してきたタイトルを次々と失冠していくことになる。
- かねて知り合いだった15歳年下の女性と再婚した際、『週刊朝日』は「『姉さん』失った小林九段の再婚相手は『妹』」という見出しの記事を載せた。実際、再婚相手は実弟の妻の妹すなわち義妹の妹であり、また実弟と義妹が結婚する縁を作ったのは禮子夫人であった。
- 2004年7月29日、娘の小林泉美と十段戦本戦敗者復活戦1回戦で史上初の父娘対決[13]を行い、白番中押し勝ちで勝利した。
- 全盛期には眼鏡をかけていたが、視力矯正手術を受けて眼鏡を外した。
- 顔や声が萩本欽一に非常に良く似ており、インターネット上で一時話題になった。
- 愛読書は大藪春彦のハードボイルド。ストーリーと結末の明快さが自分の気質に合っているから、という[14]。

## 著作
- 『現代花形棋士名局選（別巻1）小林光一』日本棋院 1977年
- 『小林光一』（現代囲碁大系42）講談社 1984年
- 『小林光一 （現代囲碁名勝負シリーズ）』講談社 1986年
- 『早わかり大斜・村正・大ナダレ 』誠文堂新光社 1986年
- 『小林光一必勝囲碁講座』（全3巻）日本棋院 1989年
- 『囲碁定石事典―筋と形に強くなる』学研 1997年
- 『棋士ふたり 亡き妻からの手紙』NHK出版 1997年
- 『小林光一の囲碁上達塾』全3冊 (進化する布石構想・勝負どころの感性・勝負を決める形勢判断) 』フローラル出版 2003年
- 『飛翔の譜 〜名誉三冠への軌跡〜』マイナビ 2012年
- 『名誉三冠小林光一 布石の神髄』NHK出版 2017年

他

## 年表
| - タイトル戦の欄の氏名は対戦相手。うち、色付きのマス目は獲得（奪取または防衛）。色付きは名誉称号獲得。青色は挑戦者または失冠。黄色はリーグ成績。 - 棋道賞は、最 : 最優秀棋士賞、 優 : 優秀棋士賞、 特別 : 特別賞、 率 : 勝率一位賞、 勝 : 最多勝利賞、 対 : 最多対局賞、 連 : 連勝賞、 国際 : 国際賞、 新人 : 新人賞、 哉 : 秀哉賞 - 賞金&対局料は、年度区切りではなく1月 - 12月の集計。単位は万円。色付きの年は全棋士中1位。 |

|              | 棋聖                    | 十段           | 本因坊         | 碁聖                | 名人                      | 王座           | 天元          | 他棋戦                    | 棋道賞   |             | 備考                                    |
| ------------ | ----------------------- | -------------- | -------------- | ------------------- | ------------------------- | -------------- | ------------- | ------------------------- | -------- | ----------- | --------------------------------------- |
| 棋聖戦 1-3月 | 十段戦 3-4月            | 本因坊戦 5-7月 | 碁聖戦 6-8月   | 名人戦 9-11月       | 王座戦 10-12月            | 天元戦 10-12月 |               |                           |          |             |                                         |
| 1972年       |                         |                |                |                     |                           |                |               | 新銳首相杯                | 新人     |             |                                         |
| 1973年       |                         |                |                |                     |                           |                |               | 早碁                      | 殊勲     |             |                                         |
| 1974年       |                         |                |                |                     |                           |                |               | 首相杯                    | 敢闘     |             |                                         |
| 1975年       |                         |                |                |                     |                           |                |               | 新銳                      | 連       |             |                                         |
| 1976年       |                         |                |                |                     |                           |                | 杉内雅男3-1   | 新人王首相杯              | 敢闘     |             |                                         |
| 1977年       |                         |                |                |                     |                           |                |               | 新人王                    | 殊勲     |             |                                         |
| 1978年       |                         |                |                |                     |                           |                |               |                           |          |             |                                         |
| 1979年       |                         |                |                |                     | リーグ入り                |                |               |                           |          |             |                                         |
| 1980年       |                         |                |                |                     | 5位                       |                |               |                           |          |             |                                         |
| 1981年       |                         |                |                |                     | 5位                       |                | 加藤正夫2-3   |                           | 技能     |             |                                         |
| 1982年       |                         |                | 趙治勲oxoxxx   |                     | 3位                       |                |               | 早碁                      | 勝       |             |                                         |
| 1983年       |                         |                |                |                     | 4位                       |                |               |                           |          |             |                                         |
| 1984年       |                         | 加藤正夫3-2    |                |                     | プレーオフ                |                |               |                           | 勝 殊勲  | 4位         |                                         |
| 1985年       |                         | 大竹英雄3-0    |                |                     | 趙治勲oxooxxo             | 加藤正夫0-3    | 石田芳夫3-0   |                           | 最 勝 哉 | 1位 (06190) |                                         |
| 1986年       | 趙治勲oxxooo            | 武宮正樹3-0    |                |                     | 加藤正夫xxxx              |                | 苑田勇一3-1   | NHK杯                     |          | 1位 (07020) |                                         |
| 1987年       | 武宮正樹oooxo           | 加藤正夫1-3    |                |                     | 2位                       |                | 趙治勲 2-3    | 早碁                      |          | 2位         |                                         |
| 1988年       | 加藤正夫oooxo           |                |                | 加藤正夫3-0         | 加藤正夫xoooo             |                |               |                           | 最 連 哉 | 1位 (08861) |                                         |
| 1989年       | 武宮正樹xoooo           |                |                | 今村俊也3-1         | 淡路修三xoooo             |                |               |                           | 最哉     | 1位 (08688) |                                         |
| 1990年       | 大竹英雄 oxooo 名誉棋聖 |                | 趙治勲xoooxxx  | 小林覚 3-0-         | 大竹英雄oxxooo            |                | 林海峰 1-3    |                           | 最哉     | 1位 (10604) |                                         |
| 1991年       | 加藤正夫xooxoxo         |                | 趙治勲 ooxxxx  | 小林覚 3-2          | 林海峰 oxooo              |                |               |                           | 最哉     | 1位 (10130) |                                         |
| 1992年       | 山城宏 xxooxoo          | 武宮正樹1-3    | 趙治勲 oooxxxx | 小林覚 3-1 名誉碁聖 | 大竹英雄 oxoxoxo 名誉名人 | 藤沢秀行2-3    |               |                           | 最 多 哉 | 1位 (11199) | 史上初の七大タイトル 名誉称号二冠・三冠 |
| 1993年       | 加藤正夫xxoxooo         |                |                | 林海峰 3-0          | 大竹英雄ooxoo             |                |               |                           | 最哉     | 1位 (08884) |                                         |
| 1994年       | 趙治勲 oxxxox           | 大竹英雄2-3    |                | 林海峰 1-3          | 林海峰 oooo               |                |               | 鶴聖                      |          | 2位         |                                         |
| 1995年       |                         |                |                |                     | 武宮正樹xxxox             |                | 柳時熏 2-3    | NEC杯                     |          | 4位         |                                         |
| 1996年       |                         |                |                |                     | 4位                       |                |               |                           |          |             |                                         |
| 1997年       |                         |                |                |                     | 趙治勲 oxoxxx             |                |               | 鶴聖 竜星富士通杯早碁\|\| | 3位      |             |                                         |
| 1998年       |                         |                |                |                     | 4位                       |                | 工藤紀夫xooxo |                           |          | 5位         |                                         |
| 1999年       | 趙治勲 xxoxox           | 彦坂直人ooo    |                | 依田紀基xxooo       | プレーオフ                |                | 工藤紀夫ooo   | NEC杯 桐山杯              | 優       | 2位         |                                         |
| 2000年       |                         | 中野寛也ooo    |                | 山下敬吾xxoox       | 陥落                      |                | 柳時熏 xxx    |                           |          | 4位         |                                         |
| 2001年       |                         | 王立誠 >oxoxx  |                | 山下敬吾oxoxo       |                           |                |               | 鶴聖                      |          | 8位         |                                         |
| 2002年       |                         |                |                | 結城聡 ooxo         |                           |                |               | 竜星                      |          | 10位        |                                         |
| 2003年       |                         |                |                | 依田紀基xxoox       |                           |                |               | 竜星                      |          | 12位        |                                         |
| 2004年       |                         |                |                |                     |                           |                |               | NHK杯 NEC杯               |          | 5位         |                                         |